# WPBSA Q Tour 2024/25
Die WPBSA Q Tour 2024/25 war eine Serie von Snookerturnieren, die vom professionellen Weltverband WPBSA parallel zur Profi-Saison 2024/25 auf Amateurebene ausgetragen wurde. Vier Spieler konnten durch die Tour Profistatus erlangen und damit die Teilnahmeberechtigung an der Saison 2025/26 und die darauf folgende Spielzeit der World Snooker Tour erlangen. Zhao Xintong qualifizierte sich direkt über die Q Tour Europe, über die Play-offs bekamen Steven Hallworth, Liam Highfield und Florian Nüßle Profistatus. Für die drei Erstgenannten bedeutete dies die Tourrückkehr, der österreichische Rekordmeister Nüßle bekam erstmals einen Platz im Profisnooker.
Weil Zhao jedoch anschließend die Weltmeisterschaft gewann und sich dadurch als Top-64-Spieler für die nächste Spielzeit qualifizierte, ging seine Startberechtigung für die World Snooker Tour an den zweitplatzierten Dylan Emery.

## Modus
Der im Vorjahr eingeführte Modus einer Global Tour mit Turnieren in vier Regionen weltweit wurde beibehalten und sogar ausgebaut. Die wichtigste Tour fand in Europa statt, der Toursieger war direkt für die Profitour qualifiziert. 24 weitere Spieler durften an den Play-offs teilnehmen. In den anderen drei Regionen – Amerika, Asien-Pazifik und Nahost – qualifizierten sich jeweils 1 oder 2 Spieler für das Entscheidungsturnier. Dazu kam diesmal noch 1 Spieler, der sich über die nationale CBSA Tour in China qualifizierte. In den Play-offs frei bleibende Plätze wurden aus der Q Tour Europe aufgefüllt. 24 Spieler wurden dann auf 3 Gruppen verteilt, die jeweils einen Sieger ausspielten, der dann den Platz auf der Profitour bekam.

## Ergebnisse
WPBSA Q Tour UK/Europe
Die Austragungsorte und -daten der WPBSA Q Tour UK/Europe wurden zusammen mit den allgemeinen Bekanntmachungen im Juni 2024 veröffentlicht. Es gab wieder 7 Turniere, aber umgekehrt als im Vorjahr 4 auf dem Kontinent und 3 in England.
| Nr. | Datum                      | Austragungsort                               | Sieger         | Finalist             | Ergebnis |
| --- | -------------------------- | -------------------------------------------- | -------------- | -------------------- | -------- |
| 1   | 15. bis 18. August 2024    | Leeds – Northern Snooker Centre              | Andres Petrov  | Ryan Thomerson       | 4:3      |
| 2   | 20. bis 22. September 2024 | Sofia – National Snooker Academy of Bulgaria | Dylan Emery    | Harvey Chandler      | 4:3      |
| 3   | 4. bis 6. Oktober 2024     | Stockholm – Snookerhallen                    | Zhao Xintong   | Craig Steadman       | 4:3      |
| 4   | 7. bis 10. November 2024   | Manchester – Club 200                        | Zhao Xintong   | Ryan Davies          | 4:2      |
| 5   | 13. bis 15. Dezember 2024  | Wien – ÖSBV-Bundesleistungszentrum           | Zhao Xintong   | Ryan Thomerson       | 4:2      |
| 6   | 10. bis 12. Januar 2025    | Mons – Delta Moon Snooker Club               | Zhao Xintong   | Ehsan Heydari Nezhad | 4:1      |
| 7   | 7. bis 9. Februar 2025     | Great Wyrley – Landywood Snooker Club        | Liam Highfield | Dylan Emery          | 4:3      |

Asia Pacific Q Tour
Trotz des Namens wurde wieder nur in Neuseeland und in Australien gespielt. Vier der fünf Turniere, und damit zwei mehr als im Vorjahr, fanden über den australischen Kontinent verteilt statt.
| Nr. | Datum                      | Austragungsort                          | Sieger              | Finalist            | Ergebnis |
| --- | -------------------------- | --------------------------------------- | ------------------- | ------------------- | -------- |
| 1   | 28. bis 30. Juni 2024      | Perth – Pot Black Snooker Centre        | Vinnie Calabrese    | Ben Foster          | 5:4      |
| 2   | 2. bis 4. August 2024      | Albury – Commercial Club                | Vinnie Calabrese    | Hassan Kerde        | 4:2      |
| 3   | 26. bis 29. September 2024 | Auckland – Papatoetoe Cosmopolitan Club | Matthew Scarborough | Lawrence Millington | 6:3      |
| 4   | 10. bis 13. Oktober 2024   | Sydney – Mounties Club                  | Vinnie Calabrese    | Hassan Kerde        | 6:5      |
| 5   | 24. bis 27. Januar 2025    | Redcliffe – Redcliffe Snooker Club      | Vinnie Calabrese    | Shaun Dalitz        | 5:1      |

Q Tour Middle East
Wieder gab es 3 Turniere, diesmal aber wenigstens einen alternativen Spielort und 3 auseinander liegende Termine.
| Nr. | Datum                   | Austragungsort                       | Sieger           | Finalist      | Ergebnis |
| --- | ----------------------- | ------------------------------------ | ---------------- | ------------- | -------- |
| 1   | 21. bis 23. Mai 2024    | Manama – Bahrain Snooker Academy     | Habib Humood     | İsmail Türker | 4:1      |
| 2   | 19. bis 21. Juli 2024   | Abu Dhabi – Emirates Snooker Academy | Ali Gharahgozlou | Amin Sanjaei  | 4:1      |
| 3   | 17. bis 19. Januar 2025 | Abu Dhabi – Cue Sports Academy       | Ali Gharahgozlou | İsmail Türker | 4:2      |

Q Tour Americas
Letztes Jahr war das Turnier in Brasilien ausgefallen, diesmal gab es dafür sogar zwei Ausgaben, die erste noch während der laufenden Vorsaison.
| Nr. | Datum                            | Austragungsort                     | Sieger            | Finalist               | Ergebnis |
| --- | -------------------------------- | ---------------------------------- | ----------------- | ---------------------- | -------- |
| 1   | 7. bis 10. März 2024             | Rio de Janeiro – H. Niteroi Hotel  | Igor Figueiredo   | Noel Rodrigues Moreira | 5:1      |
| 2   | 31. Oktober bis 3. November 2024 | Rio de Janeiro – H. Niteroi Hotel  | Claudio Menechini | Dhiones Moraes Arent   | 5:1      |
| 3   | 13. bis 15. Dezember 2024        | Chandler – Arizona Snooker Academy | Andy McCloskey    | Ajeya Prabhakar        | 4:2      |
| 4   | 19. bis 21. Januar 2024          | Toronto – The Corner Bank          | Vito Puopolo      | Indi Lotey             | 5:0      |

## Play-off-Qualifikation
WPBSA Q Tour UK/Europe
Nach seiner Sperre meldete sich der ehemalige UK Champion Zhao Xintong zurück. Mit 4 Turniersiegen schaffte er unangefochten Platz 1 in der Tourwertung und damit die direkte Tourrückkehr. Die folgenden 18 Spieler in der Rangliste waren für die Play-offs startberechtigt.
| Platz | Spieler              | Preisgeld in Pfund |
| ----- | -------------------- | ------------------ |
| 1     | Zhao Xintong         | 12.000             |
| 2     | Dylan Emery          | 5.600              |
| 3     | Liam Highfield       | 5.000              |
| 4     | Ryan Thomerson       | 3.900              |
| 5     | Andres Petrov        | 3.600              |
| 6     | Craig Steadman       | 3.300              |
| 7     | Ryan Davies          | 3.200              |
| 8     | Steven Hallworth     | 3.100              |
| 9     | Iulian Boiko         | 2.900              |
| 10    | Sean O’Sullivan      | 2.900              |
| 11    | Florian Nüßle        | 2.700              |
| 12    | Harvey Chandler      | 2.600              |
| 13    | Mark Joyce           | 2.500              |
| 14    | Alex Clenshaw        | 2.200              |
| 15    | Joshua Thomond       | 2.100              |
| 16    | Ehsan Heydari Nezhad | 1.700              |
| 17    | Oliver Sykes         | 1.700              |
| 18    | Kuldesh Johal        | 1.600              |
| 19    | Connor Benzey        | 1.600              |
| 20    | Hayden Staniland     | 1.500              |

Asia Pacific Q Tour
Vinnie Calabrese, der alle vier Turniere in Australien gewonnen hatte, reiste als einziger Vertreter des Asien-Pazifik-Raums zu den Play-offs.
| Platz | Spieler          |
| ----- | ---------------- |
| 1     | Vinnie Calabrese |

Q Tour Americas
Der brasilianische Vizemeister von 2024 Arent und der kanadische Meister von 2022 Puopolo  vertraten die beiden Teile des Kontinents in den Play-offs.
| Platz | Spieler              |
| ----- | -------------------- |
| 1     | Dhiones Moraes Arent |
| 2     | Vito Puopolo         |

Q Tour Middle East
Zwei verschiedene Sieger gab es bei den drei Turnieren, beide waren für die Play-offs qualifiziert.
| Platz | Spieler          |
| ----- | ---------------- |
| 1     | Ali Gharahgozlou |
| 2     | Habib Humood     |

CBSA China Tour
Ein Spieler wurde vom chinesischen Verband CBSA aufgrund seines Abschneidens in der nationalen Snookertour für die Play-offs nominiert.
| Platz | Spieler     |
| ----- | ----------- |
| 1     | Luo Honghao |

Legende

## Play-offs
Das WPBSA-Q-Tour-Global-Playoff-Turnier fand vom 11. bis 13. März 2025 in der Türkei im  Pine Beach Belek Hotel in Antalya statt.
Gruppe 1

|  | Viertelfinale    | Viertelfinale    |                  |   | Halbfinale | Halbfinale |  |  | Finale | Finale |
|  |                  |                  |                  |   |            |            |  |  |        |        |
|  | Dylan Emery      | 5                |                  |   |            |            |  |  |        |        |
|  | Ali Gharahgozlou | 2                |                  |   |            |            |  |  |        |        |
|  | Ali Gharahgozlou | 2                | Dylan Emery      | 2 |            |            |  |  |        |        |
|  |                  |                  | Dylan Emery      | 2 |            |            |  |  |        |        |
|  |                  | Mark Joyce       | 6                |   |            |            |  |  |        |        |
|  | Connor Benzey    | Mark Joyce       | 6                | 2 |            |            |  |  |        |        |
|  | Connor Benzey    |                  |                  | 2 |            |            |  |  |        |        |
|  | Mark Joyce       | 5                |                  |   |            |            |  |  |        |        |
|  |                  |                  | Mark Joyce       | 5 |            |            |  |  |        |        |
|  |                  | Steven Hallworth | 10               |   |            |            |  |  |        |        |
|  | Steven Hallworth | 5                |                  |   |            |            |  |  |        |        |
|  | Luo Honghao      | 3                |                  |   |            |            |  |  |        |        |
|  | Luo Honghao      | 3                | Steven Hallworth | 6 |            |            |  |  |        |        |
|  |                  |                  | Steven Hallworth | 6 |            |            |  |  |        |        |
|  |                  | Ryan Davies      | 1                |   |            |            |  |  |        |        |
|  | Kuldesh Johal    | Ryan Davies      | 1                | 4 |            |            |  |  |        |        |
|  | Kuldesh Johal    |                  |                  | 4 |            |            |  |  |        |        |
|  | Ryan Davies      | 5                |                  |   |            |            |  |  |        |        |

Gruppe 2

|  | Viertelfinale        | Viertelfinale    |                |    | Halbfinale | Halbfinale |  |  | Finale | Finale |
|  |                      |                  |                |    |            |            |  |  |        |        |
|  | Liam Highfield       | 5                |                |    |            |            |  |  |        |        |
|  | Habib Humood         | 1                |                |    |            |            |  |  |        |        |
|  | Habib Humood         | 1                | Liam Highfield | 6  |            |            |  |  |        |        |
|  |                      |                  | Liam Highfield | 6  |            |            |  |  |        |        |
|  |                      | Harvey Chandler  | 2              |    |            |            |  |  |        |        |
|  | Dhiones Moraes Arent | Harvey Chandler  | 2              | 0  |            |            |  |  |        |        |
|  | Dhiones Moraes Arent |                  |                | 0  |            |            |  |  |        |        |
|  | Harvey Chandler      | 5                |                |    |            |            |  |  |        |        |
|  |                      |                  | Liam Highfield | 10 |            |            |  |  |        |        |
|  |                      | Iulian Boiko     | 3              |    |            |            |  |  |        |        |
|  | Iulian Boiko         | 5                |                |    |            |            |  |  |        |        |
|  | Alex Clenshaw        | 2                |                |    |            |            |  |  |        |        |
|  | Alex Clenshaw        | 2                | Iulian Boiko   | 6  |            |            |  |  |        |        |
|  |                      |                  | Iulian Boiko   | 6  |            |            |  |  |        |        |
|  |                      | Vinnie Calabrese | 5              |    |            |            |  |  |        |        |
|  | Vinnie Calabrese     | Vinnie Calabrese | 5              | 5  |            |            |  |  |        |        |
|  | Vinnie Calabrese     |                  |                | 5  |            |            |  |  |        |        |
|  | Craig Steadman       | 1                |                |    |            |            |  |  |        |        |

Gruppe 3

|  | Viertelfinale        | Viertelfinale |                      |    | Halbfinale | Halbfinale |  |  | Finale | Finale |
|  |                      |               |                      |    |            |            |  |  |        |        |
|  | Ryan Thomerson       | 1             |                      |    |            |            |  |  |        |        |
|  | Ehsan Heydari Nezhad | 5             |                      |    |            |            |  |  |        |        |
|  | Ehsan Heydari Nezhad | 5             | Ehsan Heydari Nezhad | 3  |            |            |  |  |        |        |
|  |                      |               | Ehsan Heydari Nezhad | 3  |            |            |  |  |        |        |
|  |                      | Florian Nüßle | 6                    |    |            |            |  |  |        |        |
|  | Joshua Thomond       | Florian Nüßle | 6                    | 3  |            |            |  |  |        |        |
|  | Joshua Thomond       |               |                      | 3  |            |            |  |  |        |        |
|  | Florian Nüßle        | 5             |                      |    |            |            |  |  |        |        |
|  |                      |               | Florian Nüßle        | 10 |            |            |  |  |        |        |
|  |                      | Andres Petrov | 3                    |    |            |            |  |  |        |        |
|  | Sean O’Sullivan      | 1             |                      |    |            |            |  |  |        |        |
|  | Oliver Sykes         | 5             |                      |    |            |            |  |  |        |        |
|  | Oliver Sykes         | 5             | Oliver Sykes         | 3  |            |            |  |  |        |        |
|  |                      |               | Oliver Sykes         | 3  |            |            |  |  |        |        |
|  |                      | Andres Petrov | 6                    |    |            |            |  |  |        |        |
|  | Vito Puopolo         | Andres Petrov | 6                    | 2  |            |            |  |  |        |        |
|  | Vito Puopolo         |               |                      | 2  |            |            |  |  |        |        |
|  | Andres Petrov        | 5             |                      |    |            |            |  |  |        |        |